# 喀尔巴阡号
喀爾巴阡號（RMS Carpathia），或譯卡柏菲亞號，為1903年完成處女航的大西洋远洋班轮，隸屬於丘纳德航运公司。
1912年4月15日，趕赴救援撞上冰山的鐵達尼號倖存者，於鐵達尼號沉沒後2小時後救出705名倖存者。1918年7月，喀爾巴阡號於愛爾蘭海岸遭德國潛艇U-55号發射魚雷擊沉。